# Campionatul Mondial de Atletism din 2022 - Săritura în înălțime (feminin)
Proba feminină de săritura în înălțime de la Campionatul Mondial de Atletism din 2022 a avut loc în perioada 16-19 iulie 2022 pe Hayward Field din Eugene, SUA.

## Standardul de calificare
Standardul de calificare a fost de 1,96m.

## Program
Ora este ora SUA (UTC-7) 
| Data     | Oră   | Etapă      |
| -------- | ----- | ---------- |
| 16 iulie | 11:10 | Calificări |
| 19 iulie | 17:40 | Finala     |

## Rezultate

### Calificări
În finală s-au calificat toate sportivele care au sărit la înălțimea de 1,95m (C) sau cele mai bune 12 performanțe (c).
| Loc | Grupă | Nume                       | Țară                       | 1,75 | 1,81 | 1,86 | 1,90 | 1,93 | 1,95 | Rezultat final | Note |
| --- | ----- | -------------------------- | -------------------------- | ---- | ---- | ---- | ---- | ---- | ---- | -------------- | ---- |
| 1   | A     | Eleanor Patterson          | Australia                  | –    | o    | o    | o    | o    |      | 1,93           |      |
| 1   | A     | Elena Vallortigara         | Italia                     | –    | o    | o    | o    | o    |      | 1,93           |      |
| 1   | A     | Irina Herașcenko           | Ucraina                    | –    | o    | o    | o    | o    |      | 1,93           |      |
| 1   | A     | Safina Sadullayeva         | Uzbekistan                 | –    | –    | o    | o    | o    |      | 1,93           | SB   |
| 1   | B     | Iaroslava Mahucih          | Ucraina                    | –    | –    | o    | o    | o    |      | 1,93           |      |
| 6   | B     | Daniela Stanciu            | România                    | o    | o    | o    | o    | xo   |      | 1,93           | SB   |
| 6   | B     | Karmen Bruus               | Estonia                    | o    | o    | o    | o    | xo   |      | 1,93           | PB   |
| 8   | B     | Nadezhda Dubovitskaya      | Kazahstan                  | –    | o    | xo   | xo   | xo   |      | 1,93           |      |
| 9   | B     | Nicola Olyslagers          | Australia                  | –    | –    | o    | xo   | xxo  |      | 1,93           |      |
| 10  | A     | Lamara Distin              | Jamaica                    | –    | o    | o    | o    | xxx  |      | 1,90           |      |
| 10  | B     | Kimberly Williamson        | Jamaica                    | o    | o    | o    | o    | xxx  |      | 1,90           |      |
| 10  | B     | Lia Apostolovski           | Slovenia                   | o    | o    | o    | o    | xxx  |      | 1,90           |      |
| 13  | B     | Tatiana Gusin              | Grecia                     | –    | xo   | xo   | o    | xxx  |      | 1,90           | SB   |
| 14  | B     | Marija Vuković             | Muntenegru                 | –    | o    | o    | xo   | xxx  |      | 1,90           |      |
| 15  | A     | Maja Nilsson               | Suedia                     | o    | o    | o    | xxo  | xxx  |      | 1,90           |      |
| 15  | A     | Yuliya Levchenko           | Ucraina                    | –    | o    | o    | xxo  | xxx  |      | 1,90           |      |
| 17  | A     | Rachel McCoy               | Statele Unite ale Americii | o    | xo   | xo   | xxo  | xxx  |      | 1,90           | SB   |
| 18  | B     | Ella Junnila               | Finlanda                   | –    | o    | o    | xxx  |      |      | 1,86           |      |
| 18  | B     | Vashti Cunningham          | Statele Unite ale Americii | –    | –    | o    | xxx  |      |      | 1,86           |      |
| 20  | A     | Kristina Ovchinnikova      | Kazahstan                  | xo   | o    | o    | xxx  |      |      | 1,86           |      |
| 21  | A     | Marie-Laurence Jungfleisch | Germania                   | o    | o    | xo   | xxx  |      |      | 1,86           | SB   |
| 21  | A     | Sini Lällä                 | Finlanda                   | o    | o    | xo   | xxx  |      |      | 1,86           |      |
| 21  | A     | Urtė Baikštytė             | Lituania                   | o    | o    | xo   | xxx  |      |      | 1,86           |      |
| 21  | B     | Heta Tuuri                 | Finlanda                   | o    | o    | xo   | xxx  |      |      | 1,86           |      |
| 25  | B     | Emily Borthwick            | Marea Britanie             | o    | xo   | xxx  |      |      |      | 1,81           |      |
| 25  | B     | Rachel Glenn               | Statele Unite ale Americii | –    | xo   | xxx  |      |      |      | 1,81           |      |
| 27  | A     | Laura Zialor               | Marea Britanie             | xo   | xo   | xxx  |      |      |      | 1,81           |      |
| 28  | A     | Lu Jiawen                  | China                      | o    | xxx  |      |      |      |      | 1,75           |      |
| 28  | B     | Jennifer Rodriguez         | Columbia                   | o    | xxx  |      |      |      |      | 1,75           |      |
|     | A     | Morgan Lake                | Marea Britanie             |      |      |      |      |      |      |                | NS   |

### Finala
Finala a avut loc pe 19 iulie și a început la ora 17:40.
| Rank | Name                  | Nationality | 1,84 | 1,89 | 1,93 | 1,96 | 1,98 | 2,00 | 2,02 | 2,04 | Rezultat final | Note |
| ---- | --------------------- | ----------- | ---- | ---- | ---- | ---- | ---- | ---- | ---- | ---- | -------------- | ---- |
| 1    | Eleanor Patterson     | Australia   | o    | o    | o    | o    | xxo  | xo   | o    | xxx  | 2,02           | =RC  |
| 2    | Iaroslava Mahucih     | Ucraina     | –    | o    | o    | o    | o    | xo   | xo   | xxx  | 2,02           |      |
| 3    | Elena Vallortigara    | Italia      | o    | o    | o    | o    | o    | o    | xxx  |      | 2,00           | SB   |
| 4    | Iryna Herashchenko    | Ucraina     | o    | o    | o    | xo   | o    | xo   | xxx  |      | 2,00           | PB   |
| 5    | Safina Sadullayeva    | Uzbekistan  | –    | o    | o    | o    | x-   | xx   |      |      | 1,96           | PB   |
| 5    | Nicola Olyslagers     | Australia   | o    | o    | o    | o    | xxx  |      |      |      | 1,96           | SB   |
| 7    | Karmen Bruus          | Estonia     | o    | xo   | xo   | xo   | xxx  |      |      |      | 1,96           | =RN  |
| 8    | Nadezhda Dubovitskaya | Kazahstan   | o    | xxo  | xxo  | xo   | xxx  |      |      |      | 1,96           |      |
| 9    | Lamara Distin         | Jamaica     | o    | o    | o    | xxx  |      |      |      |      | 1,93           |      |
| 10   | Daniela Stanciu       | România     | xo   | o    | xxo  | xxx  |      |      |      |      | 1,93           | SB   |
| 11   | Kimberly Williamson   | Jamaica     | o    | o    | xxx  |      |      |      |      |      | 1,89           |      |
| 12   | Lia Apostolovski      | Slovenia    | o    | xo   | xxx  |      |      |      |      |      | 1,89           |      |